# Pădurea îndrăgostiților
Pădurea îndrăgostiților este un film românesc de comedie romantică din 1946 regizat de Cornel Dumitrescu. În rolurile principale au interpretat actorii Eugenia Bădulescu, George Manu, Eliza Petrăchescu.

## Distribuție
- Eugenia Bădulescu
- Magda Cretoiu	...	Elvira
- Felicia Dumitrievici	...	Fata in casa
- Marcel Enescu	...	Pierre
- Bob Eremia	...	Lucrător la telefoane
- George Manu	...	Mircea
- Paul Nestorescu
- George Oprișan	...	Mitica
- Eliza Petrăchescu	...	Silvia
- Astra Sacmari	...	prietena Marinei
- Ion Stoenescu	...	Grădinar
- Nicu Stoenescu	...	Îndrăgostit în pădure

## Producție
A fost filmat la Mogoșoaia și în Grădina Botanică din București.